# 新宿フロントスクエア
新宿フロントスクエア（しんじゅくフロントスクエア）は、東京都新宿区北新宿にある東京都施行の再開発事業によって作られたビル2つである。35階建ての業務用高層ビル「新宿フロントタワー」と、それに隣接する20階建て分譲マンション「ザ・パークハウス新宿タワー」から成る。フロントタワーの北側には広い公開空地がある。

## 概要
総面積約14,428m2の敷地に、35階建て高さ約166ｍの事務所・商業用高層ビル「新宿フロントタワー」と、その西隣にある20階建て約69ｍの分譲マンション「ザ・パークハウス新宿タワー」の2つの建築物が、フロントスクエア内にある。「新宿フロントタワー」は三菱地所、平和不動産、キャピタランド・ジャパンにより所有・運営されている。フロントタワーの北側には公開空地にされた広い庭がある。「ザ・パークハウス新宿タワー」は三菱地所レジデンス・平和不動産により建築・分譲されている。パークハウスの西側にはフェンスで囲まれて入居者しか立ち入れない緑地（=プライベートパーク）がある。

## 新宿フロントタワー
4～34階にオフィス（4階はベンチャー企業系）、1～2階に食品スーパー・コンビニ・飲食店・カルチャースクール、3階にクリニックモールが入っている。北側の店舗テナントが入っている部分は3階建てである。
- 高さ：166.5m（地上35階、地下2階）
- 敷地面積：9,628.17m2
- 建築面積：約3,552m2
- 竣工：2011年5月30日
- 供用開始：2011年9月1日

### オフィステナント
- ニフティ
- キャンドゥ
- ジェピコ
- 太平ビルサービス東京支店
- ALBERT（15階）
- スタイリングライフグループ
- アキレス
- 三菱地所ハウスネット本社
- キュービック
- フロム・ソフトウェア
- ユーフォーテーブル

### 店舗テナント
- 1階

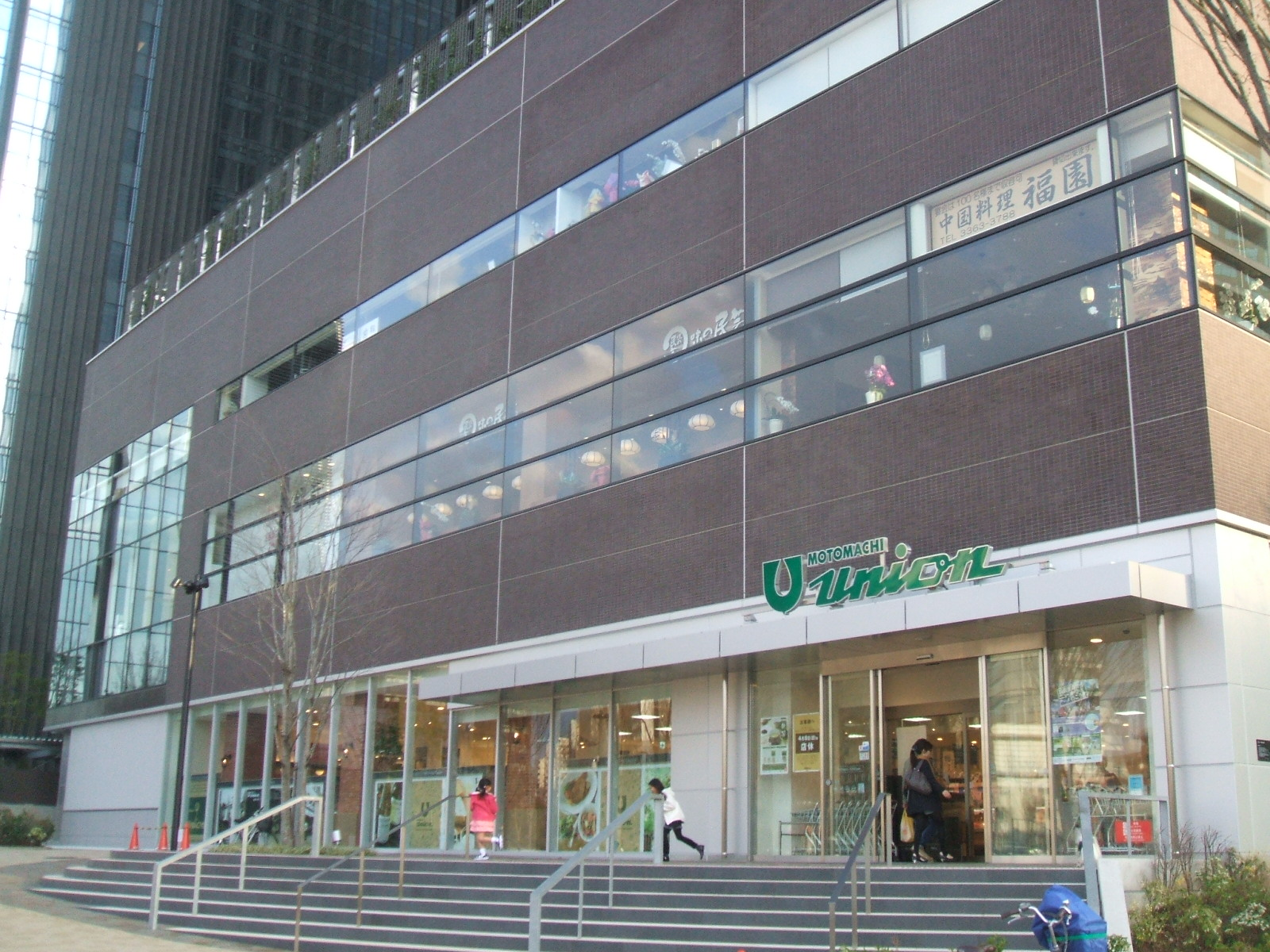
フロントタワーの店舗棟を北西側から見たところ

  - もとまちユニオン、ナチュラルローソン、カフェ・ド・クリエ
- 2階
  - 居酒屋かっぽうぎ、コム・フォー、中華福園、味の民芸、すし屋銀蔵、大戸屋、レストランすずや、カフェバー、西新宿カルチャープラザ
- 3階
  - メディカルモール（内科、心療内科・精神科、整形外科・美容皮膚科、眼科、耳鼻咽喉科、歯科、調剤薬局、エステ・フィットネス）

## ザ・パークハウス新宿タワー
新宿フロントタワーに隣接する分譲マンション。
- 高さ:69.2m（地上20階、地下1階）
- 敷地面積：4,800m2
- 建築面積：1,509.61m2
- 竣工：2012年1月

## 北新宿二丁目再開発
西新宿における1990年代から今世紀に入っての再開発は、地区に住んでいた人たちによって再開発組合が結成されて行われる方式が主体で、特に六丁目地区で行われてきた。フロントタワー東側のグランドタワーも、同様に組合施行だった。五丁目でも組合施行の再開発が進みつつある。しかし、この地区では木造2階建てを主とした住宅が密集連坦していたことから、都施行の再開発事業の対象地となり、また再開発に伴い税務署通り（東京都道302号新宿両国線の支線）の西端を直進させ青梅街道に接続する道路をこの地区で新たに開通させた。この地区での都施行再開発事業には、1街区から4街区まであり、2街区から4街区までは高さ約30メートルのマンションや高さ約15メートルのオフィスビルなどが建てられた。
三菱地所と平和不動産は、この1街区での「特定建築者」になった。特定建築者とは、市街地再開発事業で、事業者に代わって施設建築物を建築する者のことを言い、特定建築者は管理処分計画に定められた保留床（権利者が取得する床以外の床）を取得する。市街地再開発事業では施設建築物の建築は施行者がみずから行うことが原則であるところ、民間事業者等の活力の積極的活用を図るとともに、施行者の負担を軽減する趣旨から、この特定建築者制度が、1980年の都市再開発法の改正によって創設されている。

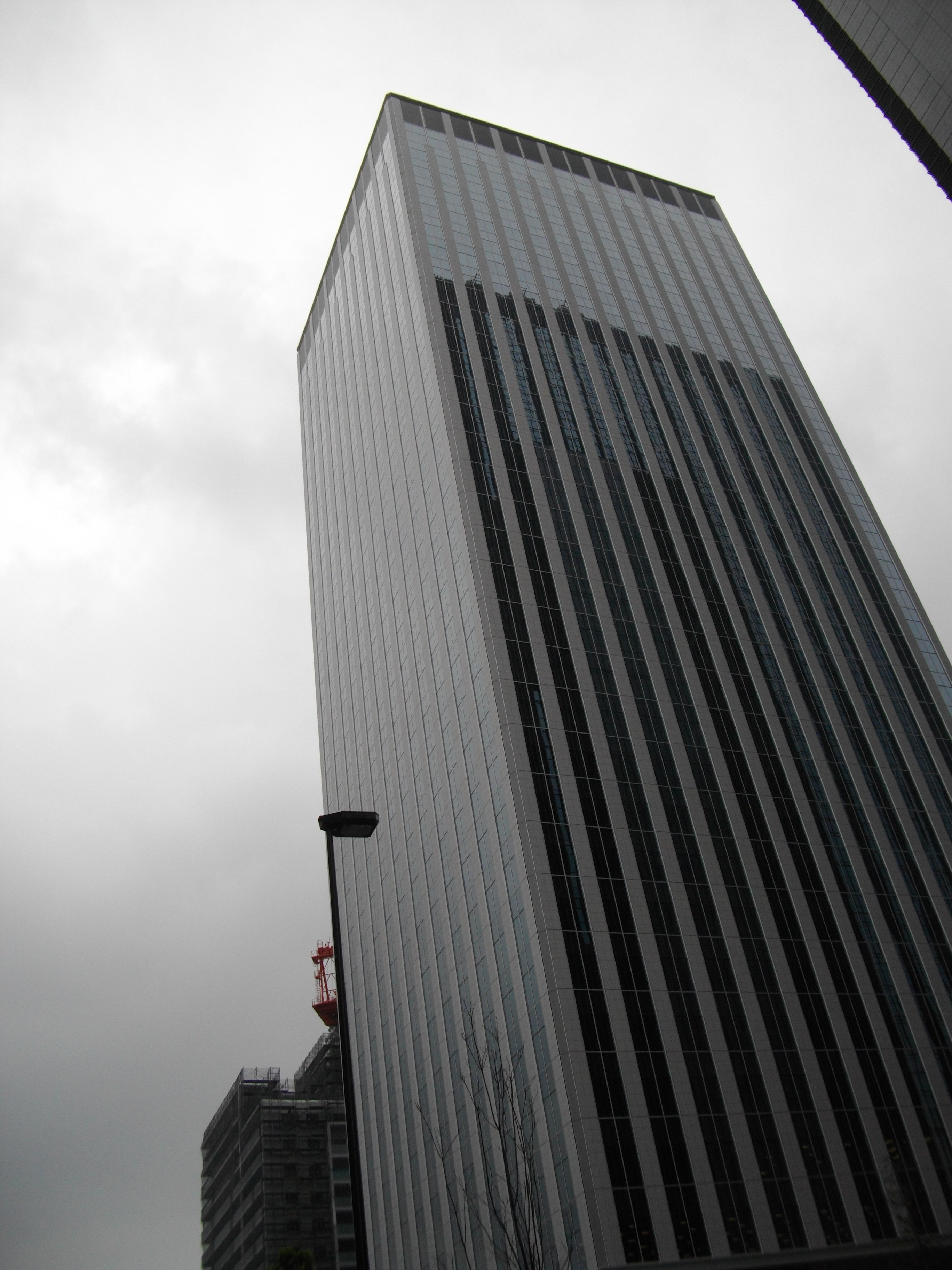
新宿フロントタワー（2011年8月9日）
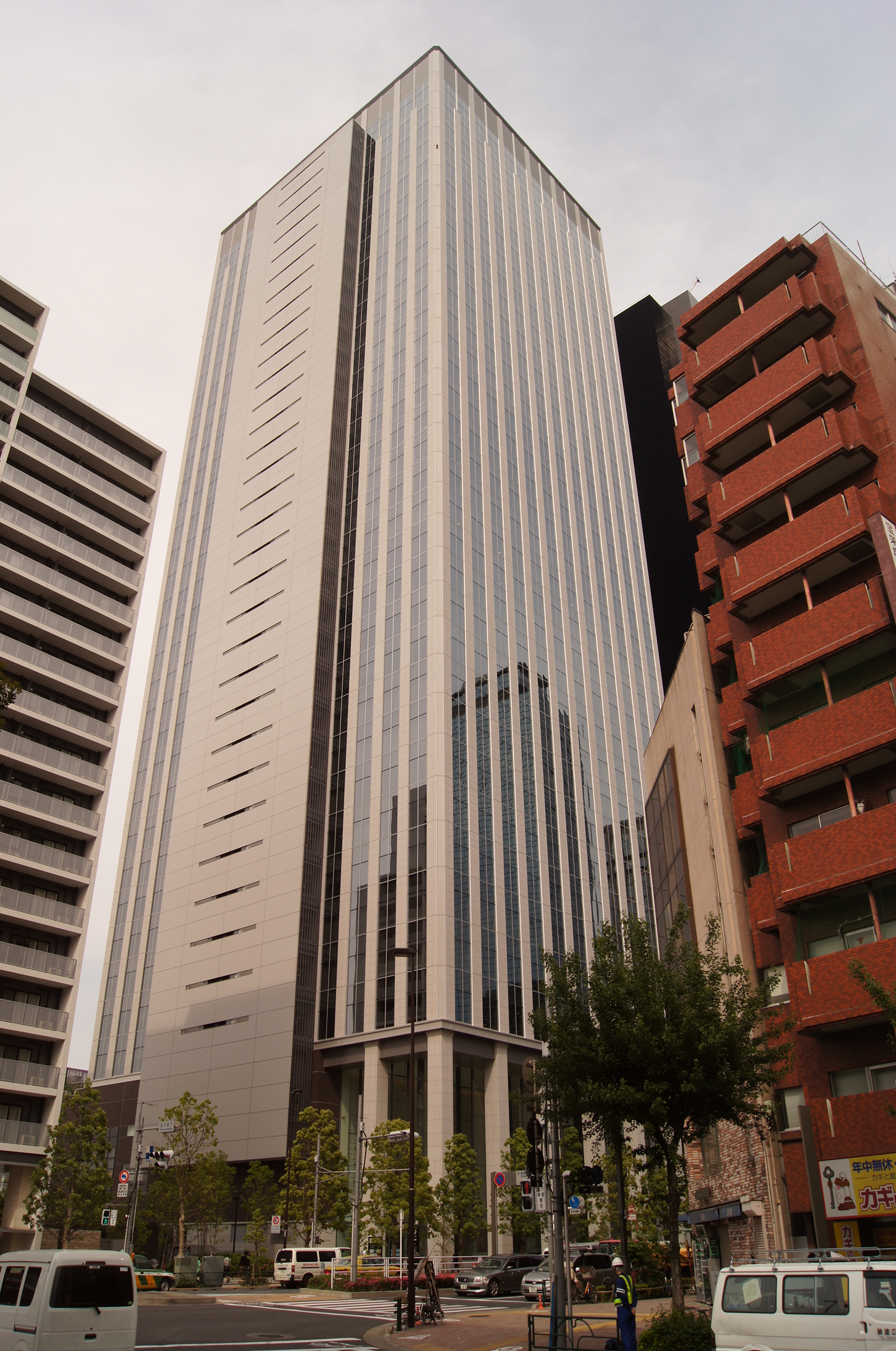
十二社通りから見た新宿フロントタワー
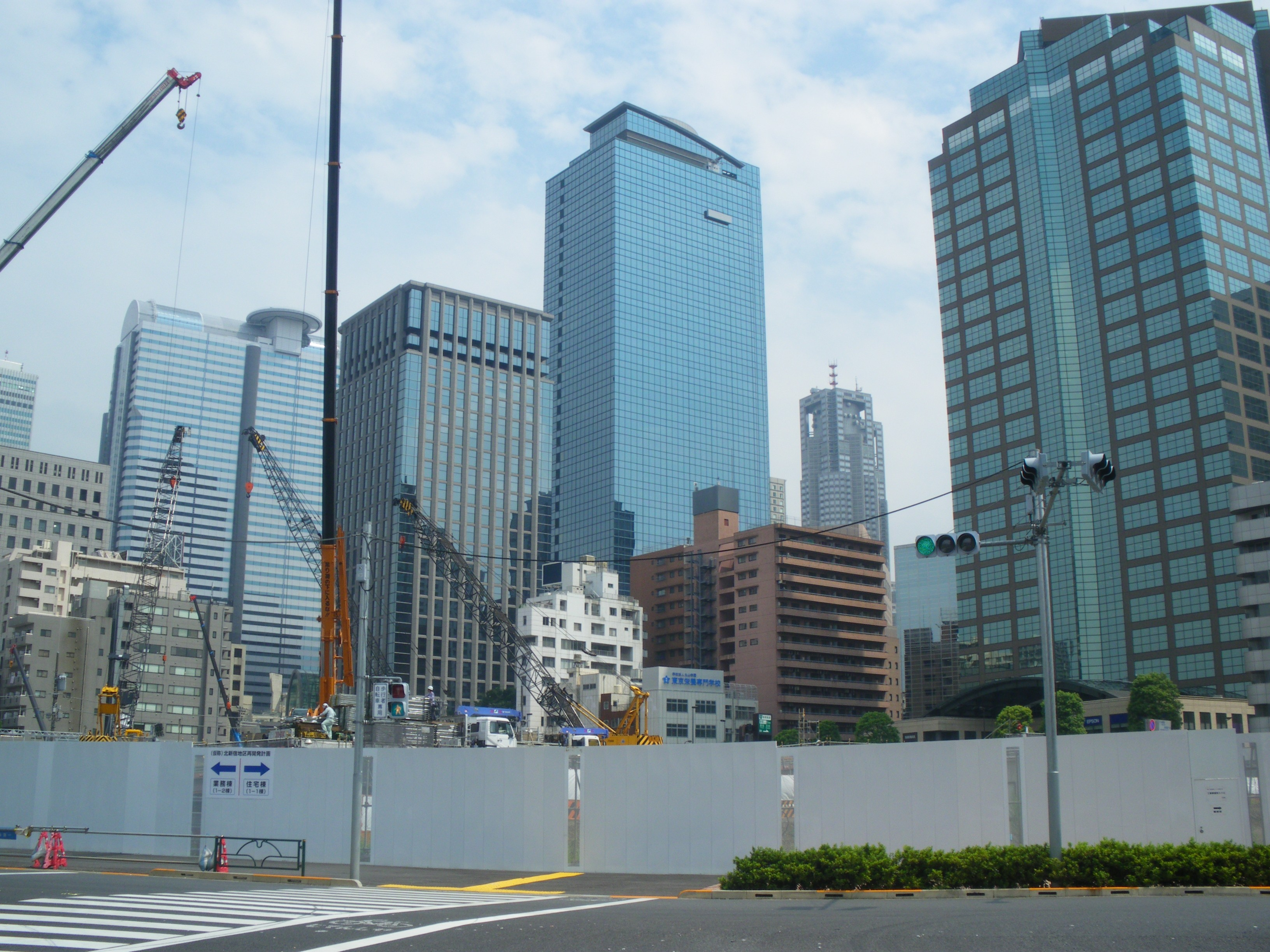
2009年頃
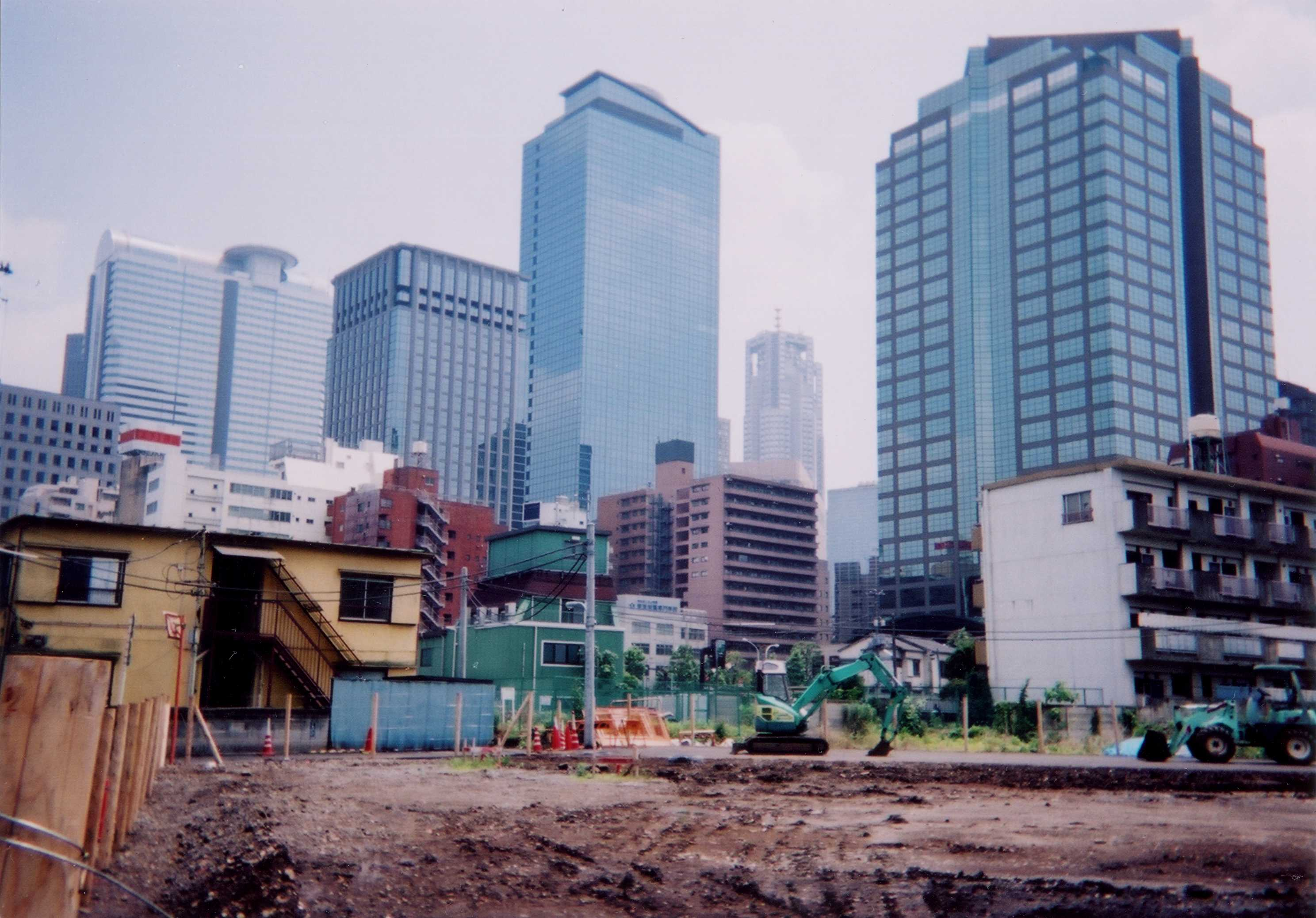
2005年頃の左記同地点の様子
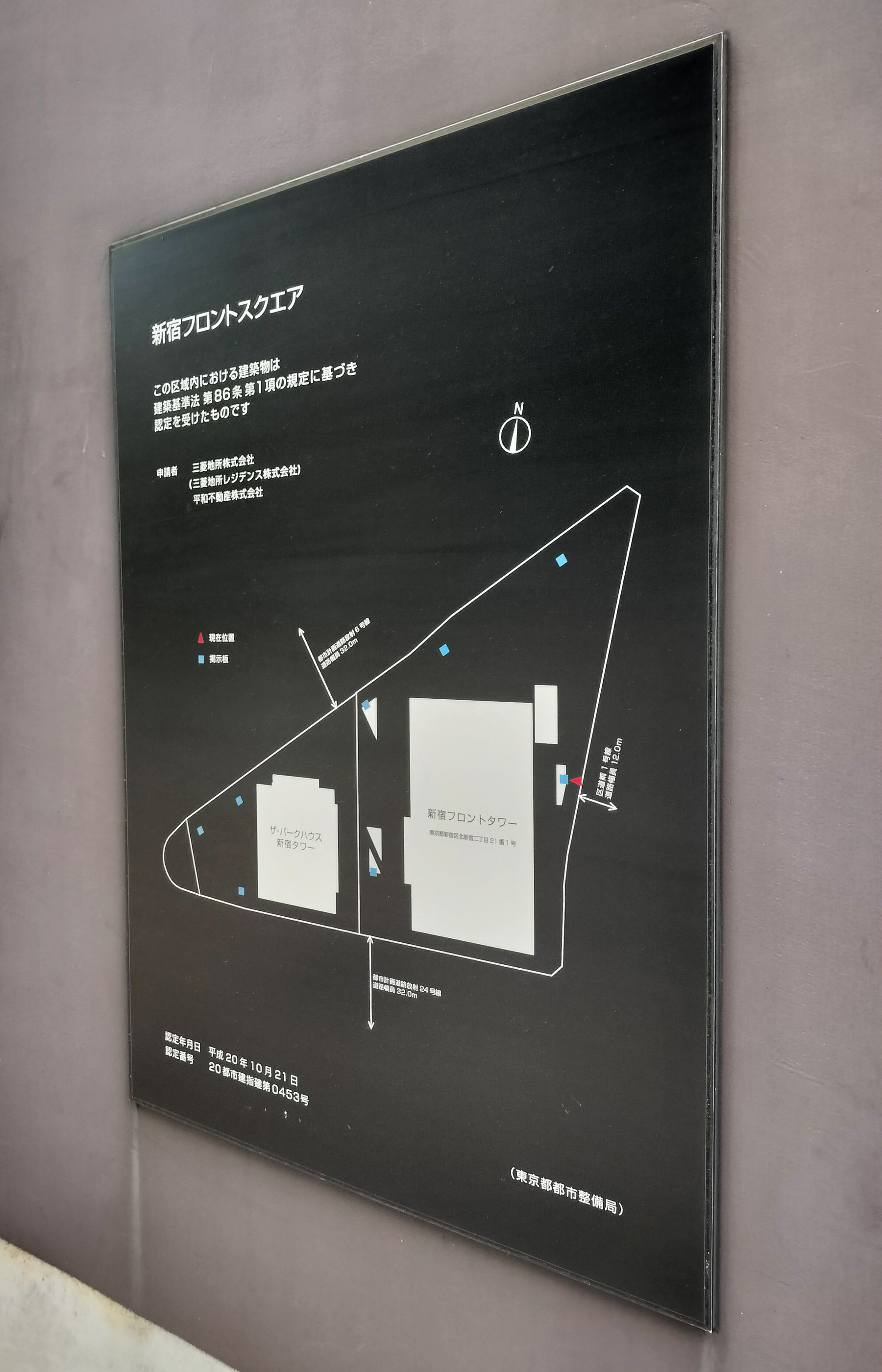
敷地内の掲示

## アクセス方法
- 東京メトロ丸ノ内線・都営地下鉄大江戸線中野坂上駅より徒歩8分
- 東京メトロ丸ノ内線・西新宿駅より徒歩4分
- 新宿駅よりバス（都営バス宿91系統、王78系統西武バス宿20系統）「成子坂下」バス停下車徒歩約1 - 2分